# Hastula salleana
Hastula salleana é uma espécie de gastrópode do gênero Hastula, pertencente a família Terebridae.